# Sesamoides spathulifolia
Sesamoides spathulifolia là một loài thực vật có hoa trong họ Resedaceae. Loài này được (Revell ex Boreau) Rothm. miêu tả khoa học đầu tiên năm 1940.